# Ingri Aunet Tyldum
Pour les articles homonymes, voir Tyldum.
Ingri Aunet Tyldum, née le 14 octobre 1983, est une fondeuse norvégienne. 

## Carrière
Elle connait sa première sélection en équipe nationale à l'occasion des Championnats du monde juniors en 2002. Elle prend son premier départ en Coupe du monde en mars 2003 à Oslo. Elle commence à marquer des points (dans les 30 premières) à partir de la saison 2006-2007.
Sa meilleure saison intervient en 2007-2008, où elle atterrit trois fois dans les dix premières d'épreuves individuelles et remporte son unique épreuve à ce niveau, un relais disputé à Falun. Durant celui-ci, première relayeuse et en style classique, elle propulse les Norvégiennes en tête, en devançant Virpi Kuitunen.
À partir de novembre 2008, ses apparitions en compétition se font plus rares du fait d'une maladie.
Elle prend sa retraite sportive en 2010.

## Palmarès

### Coupe du monde
- Meilleur classement général  : 36e en 2008.
- 1 podium : 
  - 1 podium en épreuve par équipes : 1 victoire.
- Meilleur résultat individuel : 8e.